# グラマー
グラマーは、女性の容姿に関する魅力を表す言葉である。グラマー・ガールまたはグラマラスの略語とされる。英語のglamor, glamourは「魅力、人を惑わす美しさ、若い女性の性的魅力」などを表す名詞であるが、日本ではもっぱら形容動詞語幹として使用される。
1950年代後半に生まれた和製英語で、1957年には「肉感的なお色気のある女性」のほかに太った女性もグラマーと呼ばれた。この年に発行された週刊誌が、代表的なグラマー・ガールとして伊東絹子、浜村美智子、京マチ子、中田康子の4人を挙げている。
現在ではカタカナ英語のグラマーは「豊満で性的魅力のある」女性に対して使われる。英語のglamourは、カタカナ英語のグラマーと比較すると具体的容姿を限定していない。また、容姿だけでなく生活も華やかな女性を指す。日本語と英語で意味にずれがあるのは、この場合に限って言えば男性によるものだ、と佐々木瑞枝は述べる。なお、日本語の「グラマーな」に対応する英語は"be well-built, have a voluptuos built, have a sexy(luscious) body"である。
「グラマー」という言葉は、建築デザインの分野でも使われる。何も手を施さなければ平凡な建物の外見をより映えたものにするためにグラマーなモチーフを用いるといった具合である。

## その他
glamourを「魅惑的な美しさ、魅力」とする用法は、1840年に用例がある。スコットランド語のglamer（grammerの異化）に由来する。